# Nils Tornberg
Nils Tornberg, född 1758 i Landskrona, död 1821 var guldsmed, silversmed och rådman i Linköping, .
Han blev mästare 1786 i Linköping och 1787 gift med Maria Magdalena Dahl († 1822)

## Barn
- Anders Tornberg (1793-1819), vann burskap som guldsmedsgesäll 1812.
- Petter Tornberg, som ärvde Tornbergska gården.
- Christina Tornberg (*1796), gift med Jacob Abrahamsson

## Biografi
Nils Tornberg började 1775 som lärling hos Lorentz Wretman i Landskrona, blev gesäll 1779 och var mästare 1786-1822 i Linköping.
Nils gifte sig med Maria Magdalena (Lena) Dahl, dotter till silversmeden Nils Dahl (1710-1793); sannolikt övertog han Nils Dahls verkstad.
År 1792 köpte Nils tvåvåningsfastigheten på Storgatan 38 i Linköping, där han hade sin silverbod på bottenvåningen. Båda våningarna inrymde dessutom sal, kök, och tre stycken kammare. Den kom därefter att kallas Tornbergska gården, numera flyttad till Gamla Linköping. År 1801 blev Nils rådman. Tornberg finns representerad vid Nationalmuseum i Stockholm.
Han avled år 1821. Vid Nils död övertog Lena Dahl smidesverkstaden och hade hand om den så länge hon levde (20 december 1822).

## Verk
- Linköpings domkyrka: Sked 1785 & vinflaska 1793
- Nordiska museet, Stockholm: Koppar 1785, bägare 1793, 1796 & 1797
- Veta kyrka, Östergötland: Oblatask 1786
- Jäders bruk, Västmanland: Bägare 1788
- Nykils kyrka, Östergötland: Dopskål 1788
- Kaga kyrka, Östergötland: Nattvardskalk 1790
- Östergötlands länsmuseum, Linköping: Gaffel 1793, sked 1795, bordsställ 1799 & bägare 1808
- Hägerstads kyrka, Östergötland: Nattvardskalk 1794
- Törnevalla kyrka, Östergötland: Vinkanna 1794
- Linköpings domkyrka: Sked & oblatask 1796
- Vreta klosters kyrka, Östergötland: Dopskål 1797
- Adelövs kyrka, Småland: Socknebudskalk 1798
- Kristdala kyrka, Småland: Vinkanna & oblatask  1799
- Klockrike kyrka, Östergötland: Socknebudstyg 1801
- Nordiska museet, Stockholm: Matsked 1802 (n:o 29720)
- Nordiska museet, Stockholm: Vaktbricka 1805 (n:o 83156 a)
- Mjölby kyrka, Östergötland: Vinkanna 1810
- Örberga kyrka, Östergötland: Nattvardskalk 1812